# آنگولا (کانزاس)
آنگولا (به انگلیسی: Angola) یک منطقهٔ مسکونی در ایالات متحده آمریکا است که در شهرستان لابت، کانزاس واقع شده‌است.